# Tacony–Palmyra Bridge
Die Tacony–Palmyra Bridge ist eine Straßenbrücke über den Delaware River zwischen dem nordöstlichen Stadtteil Tacony von Philadelphia in Pennsylvania und Palmyra in New Jersey. Sie verbindet die Pennsylvania Route 73 mit der New Jersey Route 73 und besitzt zwei mautpflichtige Spuren für den Verkehr in Richtung Pennsylvania und eine mautfreie in Richtung New Jersey. Die Brücke wird von der Burlington County Bridge Commission betrieben. 2015 nutzten täglich im Durchschnitt 27.400 Fahrzeuge die Brücke.

## Geschichte

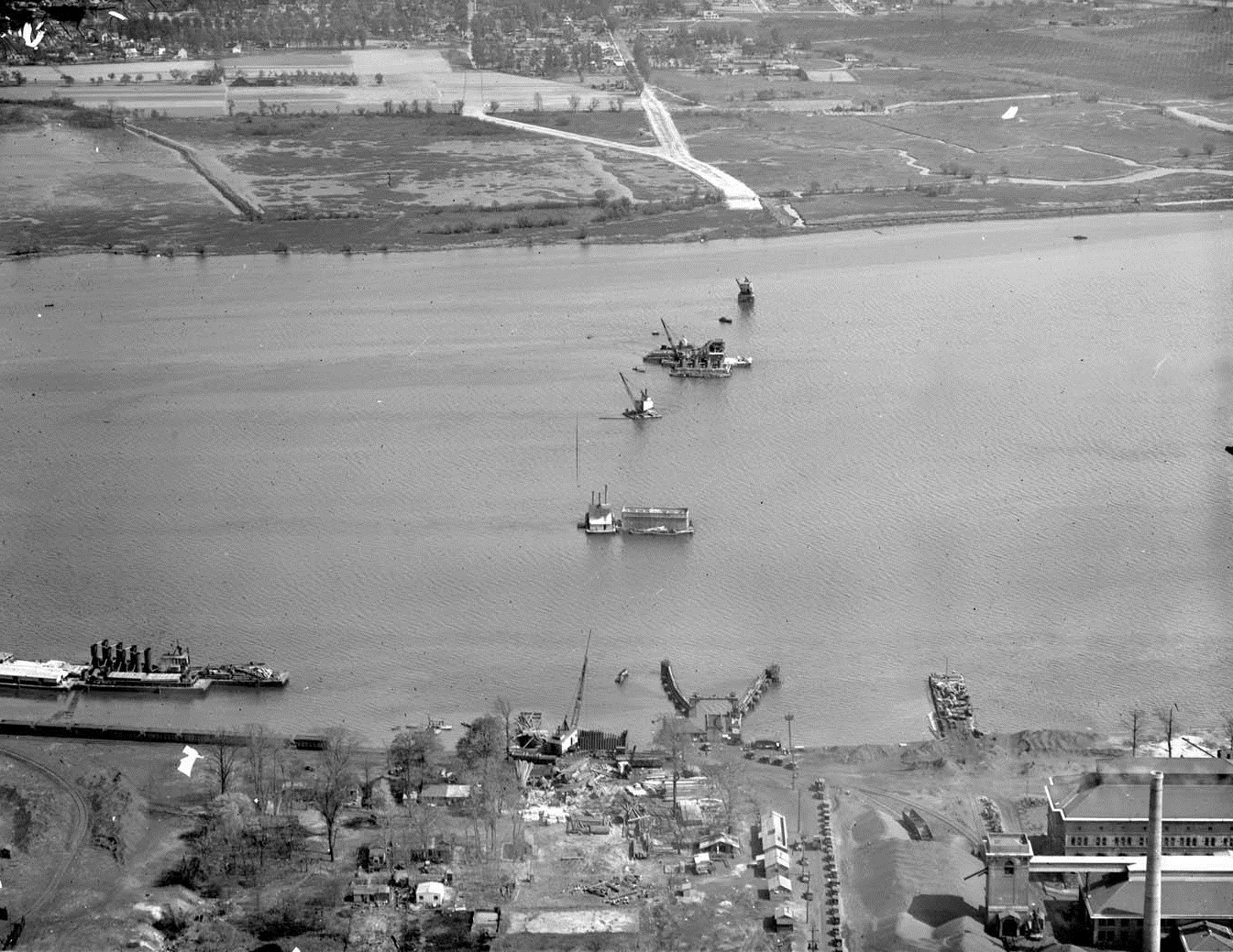
Bau der Brückenpfeiler im Delaware River 1928, unten eine Schlange wartender Autos vor der Anlegestelle der ehemaligen Fähre.

An der Stelle der heutigen Brücke betrieb zwischen 1922 und 1929 die Tacony–Palmyra Ferry Company zwei Fähren, mit einem Fahrgastaufkommen von über einer Million im Jahre 1925, wobei mehr als 400.000 Autos von den Fähren übergesetzt wurden. Der wirtschaftliche Erfolg und die mit der Fährverbindung einhergehende Entwicklung der umgebenden Stadtgebiete machte einen Brückenbau rentabel und veranlasste die Betreiber 1926 zur Gründung der Tacony–Palmyra Bridge Company.
Für den Entwurf und die Durchführung wurde das Ingenieurbüro Modjeski, Masters & Chase, des Brückenbauingenieurs Ralph Modjeski engagiert, beratender Architekt war Paul Philippe Cret. Als Design wählte Modjeski eine Fachwerkbrücke mit einem als Stabbogenbrücke ausgeführten zentralen Segment, zwei Fachwerkdurchlaufträger in Pony/Half-Through-Bauweise und einer Klappbrücke in ähnlichem Design, die auf der New-Jersy-Seite an die zentrale Bogenbrücke anschließt. Nach ersten Testbohrungen im Flussbett 1926 und der staatlichen Genehmigung 1927 wurde im Folgejahr von der Dravo Contracting Company mit dem Bau der Zufahrten, Widerlager und Brückenpfeiler begonnen, sowie von der American Bridge Company mit der Herstellung und Errichtung der Fachwerkträger. Die Brücke wurde am 14. August 1929 eröffnet und der Fährbetrieb später eingestellt.
Lag die Benutzung im ersten Jahr noch bei 3.500 Fahrzeugen täglich, so hatte sich der Wert innerhalb von fünf Jahren verdoppelt und ist nach fast 90 Jahren Betrieb auf über 27.000 Fahrzeuge im Jahr 2015 angestiegen. 1948 ging die Brücke in den Besitz der Burlington County Bridge Commission über. 1977 wurden die ehemaligen vier Fahrspuren in drei breitere umgewandelt (zwei in Richtung Pennsylvania und eine in Richtung New Jersey). Zwischen 1996 und 1998 wurde die komplette Fahrbahn, 2006 die Stahlplatten der Klappbrücke und 2007 die Lager erneuert.

## Beschreibung

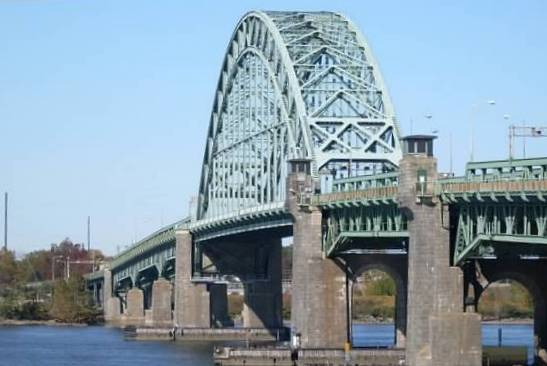
Klappbrücke rechts neben der Stabbogenbrücke auf der New-Jersey-Seite.

Die Hauptbrücke mit einer Gesamtlänge von 708 m teilt sich in vier Segmente. Die zentrale Stabbogenbrücke hat eine Länge von 164 m und eine Höhe von 36 m. Daran schließt sich auf der New-Jersey-Seite die zweiflügelige Rollklappbrücke mit einer Länge von 79 m an. Den Abschluss bilden je ein Fachwerkdurchlaufträger von 225 m Länge, die jeweils in drei Segmente von 75 m zwischen den Pfeilern unterteilt sind und eine Höhe von 7,0 m besitzen, sich an den Pfeilern aber um 2,9 m nach unten erweitern. Die Zufahrten sind als Balkenbrücken ausgeführt, mit einer Länge von 215 m auf der Tacony-Seite und 192 m auf der Palmyra-Seite sowie Spannweiten um die 17 m.
Die Fundamente der neun Pfeiler der Hauptbrücke im Delaware River wurden aus Stahlbeton auf Grundgestein in 10–18 m Tiefe mittels Kofferdämmen errichtet, mit Ausnahme der zentralen die Bogen- und Klappbrücke tragenden Pfeiler, bei denen Senkkästen zum Einsatz kamen. An Stellen mit unzureichender Festigkeit des Grundgesteins wurden zusätzlich mit Beton gefüllte Stahlrohre in die Tiefe getrieben. Die Pfeiler besitzen Kantensteine aus Granit und sind teilweise noch mit vorgelagerten Schiffsabweisern versehen. Die Pfeiler der Klappbrücke besitzen zusätzlich auf beiden Seiten auskragende Türme für das Bedienpersonal. Die 16 m breite Brücke verläuft parabolisch bis zu einer Lichten Höhe von 19,6 m im Zentrum des Bogensegments.